# Газ Украины
ДК «Газ Украины»  (укр. ДК «Газ України») — дочерняя компания НАК «Нефтегаз Украины». Осуществляет поставку природного газа населению и бюджетным организациям.
Компания создана в 2000 в соответствии с решением Наблюдательного совета НАК «Нефтегаз Украины» от 26 декабря 2000 г. о создании Дочерней компании «Газ Украины» НАК «Нефтегаз Украины» путём реорганизации дочерней компании «Торговый дом Газ Украины» НАК «Нефтегаз Украины» и Главного управления по эксплуатации систем газоснабжения природного и сжиженого газа Главбытгазз.

## Основные задачи
- Реализация природного и сжиженного газа на территории Украины населению, коммунально-бытовым предприятиям, бюджетным организациям, а также промышленным потребителям, энергогенерирующим компаниям Минтопливэнерго и прочим субъектам предпринимательской деятельности.
- Обеспечение выплат за газ.
- Эксплуатация и развитие систем газоснабжения, распределительных газовых систем, сооружений и оборудовании на нём.

## Структура компании
Руководство: 8 департаментов, 2 отделения, 5 управлений, 1 служба и 1 сектор. Директор — Э. Швыдкой.
Региональные филиалы
- Волынский
- Донецкий
- Львовский
- Николаевский
- Харьковский
- Черкасский